# Michael Buckmiller

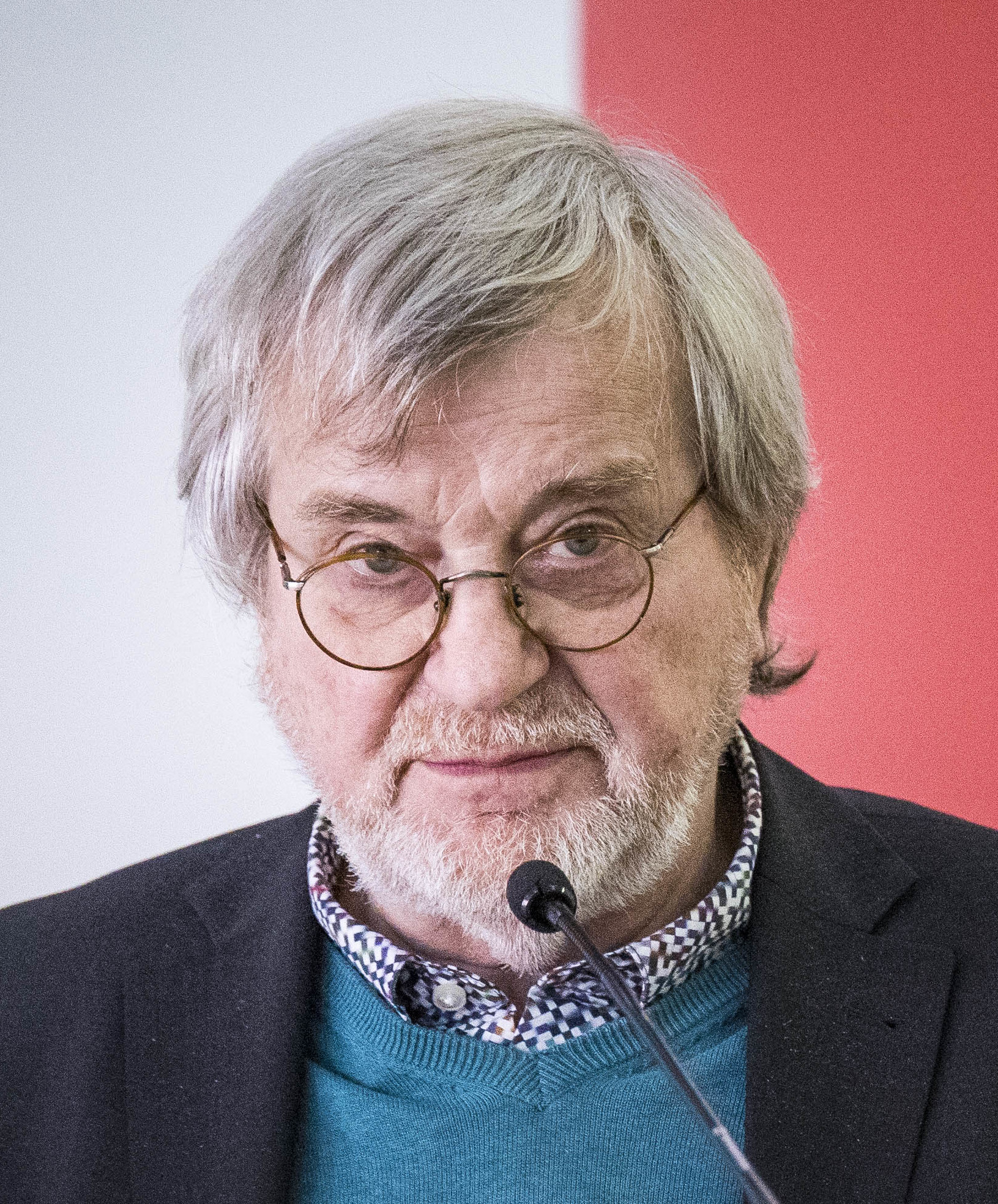
Michael Buckmiller, 2018

Michael Buckmiller (* 21. Mai 1943 in Halle (Saale)) ist ein deutscher Politologe.

## Werdegang
Michael Buckmiller studierte Theologie, Philosophie und Sozialwissenschaften in Marburg, München und Amsterdam. Von 1974 bis 1976 war er als wissenschaftlicher Mitarbeiter am Seminar für Politikwissenschaft der TU Hannover tätig und wurde  dort 1976 mit dem Thema Karl Korsch und das Problem der materialistischen Dialektik zum Dr. phil. promoviert. Von 1977 bis 1984 war er Wissenschaftlicher Assistent am Seminar für Wissenschaft von der Politik der TU Hannover und habilitierte dort, bevor er als Lehrstuhlvertretung an die Universität-Gesamthochschule Paderborn wechselte. Ab 1988 wirkte er als Wissenschaftlicher Mitarbeiter am Institut für Politische Wissenschaft der Universität Hannover, 1989 wurde er zum außerordentlichen Professor ernannt. Im Jahre 2008 trat er in den Ruhestand und widmet sich seitdem eigenen Forschungsprojekten sowie der Leitung des von ihm gegründeten Offizin-Verlages, der seinen Geschäftssitz in Hannover hat.

## Wirken
Buckmiller  beschäftigt sich mit Geschichte und Theorie der Deutschen Arbeiterbewegung. Er ist Herausgeber der historisch-kritischen Gesamtausgabe von Karl Korsch und der Gesammelten Schriften von Wolfgang Abendroth. Buckmiller war Mitbegründer der Loccumer Initiative kritischer Wissenschaftlerinnen und Wissenschaftler, in der er weiterhin aktiv ist.

## Veröffentlichungen (Auswahl)

### Monografien
- Karl Korsch und das Problem der materialistischen Dialektik: historische und theoretische Voraussetzungen seiner ersten Marx-Rezeption (1909–1923). Soak Verlag, Hannover 1976.

### Herausgeberschaften
- Karl Korsch. Gesamtausgabe.
  - Band 1: Recht, Geist und Kultur. Schriften 1909–1918. Europäische Verlagsanstalt, Frankfurt am Main 1980, ISBN 978-3-43400451-6.
  - Band 2: Rätebewegung und Klassenkampf. Europäische Verlagsanstalt, Frankfurt am Main 1980, ISBN 978-3-43400452-3.
  - Band 3: Marxismus und Philosophie. Offizin-Verlag, Hannover 2017, ISBN 978-3-945447-17-8.
  - Band 8 und 9: Briefe 1908–1958. Verlag Stichting beheer IISG, Amsterdam, und Offizin-Verlag, Hannover 2001.
- Zusammen mit Dietrich Heimann und Joachim Perels (Hrsg.): Judentum und politische Existenz. Siebzehn Porträts deutsch-jüdischer Intellektueller. Offizin-Verlag, Hannover 2000, S. 327–358, ISBN 3-930345-21-8.
- Zusammen mit Joachim Perels und Uli Schöler: Wolfgang Abendroth. Gesammelte Schriften.
  - Band 1: 1926–1948. Offizin-Verlag, Hannover 2006, ISBN 3-930345-49-8.
  - Band 2: 1949–1955. Offizin-Verlag, Hannover 2008, ISBN 978-3-930345-56-4.
  - Band 3: 1956–1963. Offizin-Verlag, Hannover 2013, ISBN 978-3-930345-68-7.
- Zusammen mit Klaus Meschkat: Biographisches Handbuch zur Geschichte der kommunistischen Internationale. Ein deutsch-russisches Forschungsprojekt. Akademie Verlag, Berlin 2007, ISBN 978-3-05008491-6, Rezension.[3]
- Zusammen mit Gregor Kritidis und Klaus Meschkat: Zur Funktion des linken Intellektuellen – heute. In memoriam Peter von Oertzen. Offizin-Verlag, Hannover 2009, ISBN 978-3-930345-67-0.
- Erneuerung des Marxismus. Karl Korsch 1886–1961. Ausstellung und Vorträge. Offizin-Verlag, Hannover 2023, ISBN 978-3-945447-34-5.

### Aufsätze
- Marxismus als Realität. In: Jahrbuch Arbeiterbewegung. Bd.l. Über Karl Korsch. Hrsg. von. C. Pozzoli Frankfurt am Main. 1973.
- "Marxistische Arbeitswoche" 1923 und die Gründung des "Instituts für Sozialforschung". In: W. van Reijen, G. Schmid-Noerr (Hrsg.): Grand Hotel Abgrund, Fotobiographie der Frankfurter Schule. Hamburg, Junius Verlag 1988.
- Die Idee des authentischen Sozialismus: Die Rätedemokratie. In: J. Seifert/H. Thörmer/K. Wettig (Hrsg.): Soziale oder sozialistische Demokratie? Beiträge zur Geschichte der Linken in der Bundesrepublik. Marburg 1989.
- Zwischen materialistischer Dialektik und positiver Wissenschaft. In: Lutz Danneberg, Andreas Kamlah, Lothar Schäfer (Hrsg.): Hans Reichenbach und die Berliner Gruppe. Braunschweig / Wiesbaden 1994
- Die Perspektive sozialer Utopien. Ein historischer Blick nach vorn. In: F. Heckmann, Eckart Spoo (Hrsg.): Wirtschaft von unten. Selbsthilfe und Kooperation. Heilbronn 1997.
- Kein Gespenst:  Die kommunistische Bewegung im 20. Jahrhundert. In: Eckart Spoo, R. Butenschön (Hrsg.): Der Mensch und der Plan. Eine Jahrhundertbilanz des Kommunismus. Hamburg 2000.
- Gewalt und Emanzipation in der Arbeiterbewegung. Unerledigte Fragen. In: Loccumer Initiative kritischer Wissenschaftlerinnen und Wissenschaftler (Hrsg.): Gewalt und Zivilisation in der bürgerlichen Gesellschaft. (= Kritische Interventionen, Nr. 6). Hannover 2001.
- Erkenntnis und umwälzende Praxis. In: Detlev Claussen, Oskar Negt, Michael Werz (Hrsg.): Philosophie und Empirie. (= Hannoversche Schriften, Bd. 4). Frankfurt am Main 2001.
- Lieber Götz, ... In: Ursula Becker, Heiner M. Becker, Jaap Kloosterman (Redaktion): Kein Nachruf! Beiträge über und für Götz Langkau. IISG, Amsterdam 2003, S. 35–38.
- Ernst Noltes 'kausaler Nexus' als Zauberformel zur Entsorgung der Schuldfrage. In: J. Perels (Hrsg.): Der Rechtsradikalismus – ein Randphänomen? Hannover 2003.
- Die Wiederentdeckung der Rätedemokratie. Peter von Oertzens Konzeption einer sozialistischen Rätedemokratie und der Paradigmenwechsel in der Bewertung der Novemberrevolution. In: Loccumer Initiative kritischer Wissenschaftlerinnen und Wissenschaftler (Hrsg.): Zur Funktion des linken Intellektuellen – heute. Hannover 2009.